# Garcinia lujai
Garcinia lujai là một loài thực vật có hoa trong họ Bứa. Loài này được De Wild. mô tả khoa học đầu tiên năm 1922.